# Revue des études arméniennes
La Revue des études arméniennes est une revue scientifique évaluée par des pairs d'arménologie. 
Elle concerne de nombreuses disciplines scientifiques telle que l'histoire, l'histoire de l'art, la culture, la philologie, la linguistique et la littérature de l'Arménie classique et médiévale.

## Historique
La revue est créée par les arménologues Frédéric Macler et Antoine Meillet le 19 janvier 1920.

## Liste des directeurs
- 1920-1933 : Frédéric Macler
- 1964-1975 : Émile Benveniste